# وودستاون، نیوجرسی
وودستاون (به انگلیسی: Woodstown) شهری در ایالت نیوجرسی کشور ایالات متحده آمریکا است که جمعیت آن در سرشماری سال ۲۰۱۰ میلادی، ۳٬۵۰۵ نفر بوده‌است.